# Сото ил Монте Ђовани XXIII
Сото ил Монте Ђовани XXIII (итал. Sotto il Monte Giovanni XXIII) је насеље у Италији у округу Бергамо, региону Ломбардија.
Према процени из 2011. у насељу је живело 3305 становника. Насеље се налази на надморској висини од 282 м.

## Становништво
Према резултатима пописа становништва 2011. у општини је живело 4.291 становника.
| 1931. | 1936. | 1951. | 1961. | 1971. | 1981. | 1991. | 2001. | 2011. |
| ----- | ----- | ----- | ----- | ----- | ----- | ----- | ----- | ----- |
| 1.544 | 1.594 | 1.662 | 1.785 | 2.153 | 2.350 | 2.585 | 3.305 | 4.291 |

## Партнерски градови
- Марктл